# Robert Garnier
Pour les articles homonymes, voir Garnier.
Œuvres principales
- Cornélie (1574)
- Marc Antoine (1578)
- Antigone ou la Piété (1580)
- Les Juives (1583)

Robert Garnier, né à La Ferté-Bernard (Sarthe) vers 1545 et mort au Mans le 20 septembre 1590, est un poète et dramaturge français. Ses pièces sont pour certains l'apogée de la tragédie humaniste à la Renaissance. Fortement marqués aux échos des Guerres de Religion, ces ouvrages ont exercé une grande influence à leur époque, particulièrement dans le théâtre élisabéthain,.

## Biographie
Il naît dans une famille bourgeoise du Maine, relativement aisée et alliée à la noblesse locale. Dès 1563, il se trouve à Toulouse où il fait ses études de droit et où il obtient deux prix artistiques, la violette (2e prix), puis l'églantine (1er prix) aux Jeux floraux en 1564 et 1566. Ces prix récompensent deux chants royaux qui ont pour sujet le retour de la paix en France. Il compose également trois inscriptions et trois sonnets pour l'entrée de la Cour dans la ville (février 1565). Le recueil de poèmes amoureux Les Plaintes amoureuses est perdu. Les deux facettes du personnage émergent durant cette période, il sera juriste de profession et poète de cœur.
Garnier est ensuite avocat général du Roi au Parlement de Paris (1567), année où il publie l'Hymne de la monarchie, dédié à Guy Du Faur de Pibrac, où en fervent défenseur de la couronne, il prend cause pour un pouvoir royal fort, seul à même de ramener l'ordre et la paix intérieure alors que la France est en pleine guerre de religion. C'est dans cette période parisienne également qu'il rencontre les poètes de la Pléiade et sympathise avec eux, mais c'est vers le théâtre qu'il oriente ses loisirs créatifs. En 1568, il publie sa première tragédie à sujet romain, Porcie.
En 1569, il s'installe au Mans où il exercera diverses charges administratives et judiciaires. Il représente notamment l'autorité royale dans la cité et tente de faire régner l'ordre alors que le climat social est délétère : les tensions entre protestants, ligueurs et royalistes sont vives, la criminalité est élevée ce qui alimente la guerre civile. C'est dans cet environnement pesant qu'il épouse Françoise Hubert, poétesse à ses heures, continue à fréquenter les cercles littéraires et publie l'essentiel de ses pièces. Il publie deux autres tragédies à sujet romain Cornélie, 1574 et Marc Antoine, 1578, et d'autres à sujet grec (Hippolyte, 1573, La Troade, 1579, Antigone, 1580). Mais c'est sur un sujet inspiré de l'Ancien Testament, où l'atmosphère des guerres de religion transparaît, qu'il écrit un texte fort qui donne ses premières lettres de noblesse au genre dramatique français (Les Juives, 1583). Garnier est aussi l'auteur d'une tragi-comédie, Bradamante (1582), inspirée du Roland furieux de l'Arioste.
En 1586, il regagne Paris où il est nommé membre du Grand Conseil du Royaume (le 12 octobre 1587), chambre réunissant les plus grands fonctionnaires de l'État. Mais les tensions politiques et militaires sont à leur paroxysme, l'autorité du roi Henri III est insignifiante, la Ligue trahit par ses excès la cause royaliste. « Comme Garnier a été chargé d'une mission par le roi dans la semaine qui précède les Barricades, on peut admettre qu'il n'était pas encore ligueur à ce moment-là (12 mai 1588). » Finalement, sa charge de conseiller, très prenante, ne lui apporte que des déceptions. Le décès de son épouse en 1588 n'arrange rien. C'est finalement endeuillé, épuisé, déprimé, qu'il meurt le 20 septembre 1590, à l'âge de 45 ans.

## Œuvre
- Porcie, tragédie humaniste, Paris, Robert Estienne, 1568 (éd. J.-C. Ternaux, Paris, Champion, 1999)
- Hippolyte, tragédie humaniste, Paris, Robert Estienne, 1573 (éd. R. Lebègue, Paris, Les Belles Lettres, 1949 et J.-D. Beaudin, Paris, Garnier, 2009)
- Cornélie, tragédie humaniste, Paris, Robert Estienne, 1574 (éd. J.-C. Ternaux, Paris, Champion, 2002)
- Marc Antoine, tragédie humaniste, Paris, M. Patisson, 1578 (éd. J.-C. Ternaux, Paris, Garnier, 2010)
- La Troade, tragédie humaniste, Paris, M. Patisson, 1579 (éd. J.-D. Beaudin, Paris, Champion, 1999)
- Antigone ou la Piété, tragédie humaniste, Paris, M. Patisson, 1580 (éd. J.-D. Beaudin, Paris, Champion, 1997)
- Bradamante, tragicomédie, Paris, M. Patisson, 1582
- Les Juives, tragédie humaniste, Paris, M. Patisson, 1583 (éd. par S. Lardon, Paris, Champion, 1999; éd. Michel Jeanneret, Gallimard, Folio- Théâtre, 2007)

## Postérité

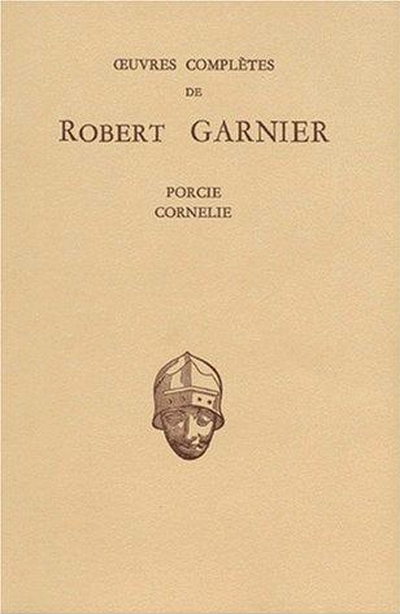
Édition par Les Belles Lettres, Paris 1973.

Même si la cour n'a jamais réellement apprécié le talent de Robert Garnier, il a toujours joui de l’estime des poètes et des lecteurs lettrés qui voyaient en lui le plus grand dramaturge français après Étienne Jodelle. Sa notoriété atteignit même l'Outre-Manche puisqu'il apparaît que deux de ses tragédies, Cornélie et Marc Antoine, furent traduites et exercèrent une influence certaine sur la tragédie élisabéthaine,.
Après Étienne Jodelle, Garnier fait revivre la tragédie antique en France. Ses pièces incarnent, aux yeux des historiens de la littérature, l'apogée de la tragédie humaniste tant du point de vue de la beauté du vers et de l'effort rhétorique que de l'ambition morale et didactique de ses pièces. Entre autres modèles, il écrit « au moule » de Sénèque le Jeune, comme la plupart des tragiques de la Renaissance française.
Son théâtre est fortement marqué par la rhétorique. L'action y importe moins que la parole. C'est le discours, alternant rhétorique argumentative et lamentations lyriques, qui occupe la scène. Les monologues sont très nombreux et les dialogues le plus souvent limités à deux personnages. Les « pièces romaines », qui traitent des guerres civiles de la Rome antique, font écho aux guerres de Religion, pérennisant déjà la réflexion politique sur l'exercice du pouvoir royal au sein de la tragédie. Lorsqu'il écrit Marc Antoine, Garnier rivalise avec la fameuse Cléopâtre captive d'Étienne Jodelle.
La dernière édition collective revue par Garnier date de 1585 (par Mamert Patisson, imprimeur du roi, chez Robert Estienne).

### Hommages
- Le lycée de La Ferté-Bernard (Sarthe) porte son nom.
- L'amphithéâtre de l'Université du Mans porte son nom.
- Une rue, au Mans, porte son nom.